# Betio
Betio est une île et une communauté urbaine de l'atoll de Tarawa, dans l'archipel des îles Gilbert (Kiribati).
Sa plaque minéralogique indique BTC (Betio Town Council). Son nom se prononce [besio] (béssio).

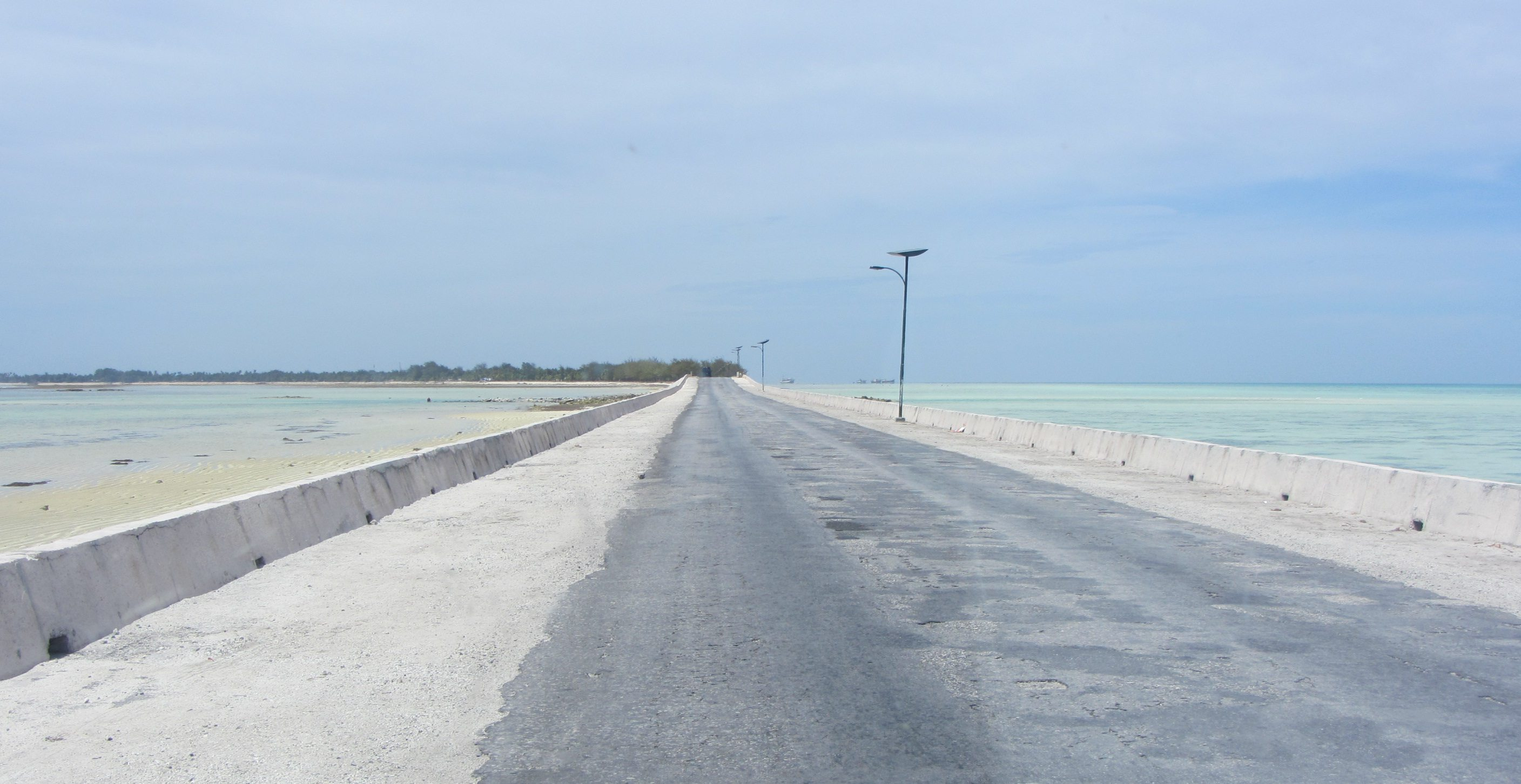
Chaussée japonaise entre Betio et Bairiki

Une digue carrossable, la Japanese Causeway, offerte par le gouvernement japonais, la relie à Bairiki, le centre administratif principal du pays et au reste de Tarawa-Sud. Siège du ministère du Tourisme et du Commerce et de la Haute Cour de justice des Kiribati.
Siège du bureau philatélique des Kiribati (cf. Histoire philatélique et postale des Kiribati).
Bataille en 1943 pour la possession de l'aéroport (transféré depuis à Bonriki, à 20 km, sur Tarawa-Sud).
Très forte densité humaine (aux alentours de 11 000 h/km², ce qui en fait une des plus fortes densités au monde pour une zone non urbaine, avec 18 565 habitants lors du recensement de 2020, ce qui en fait la principale ville de la République.